# Mistrzostwa Europy w Lekkoatletyce 2022 – rzut dyskiem kobiet
Rzut dyskiem kobiet – jedna z konkurencji technicznych rozgrywanych podczas lekkoatletycznych mistrzostw Europy na Stadionie Olimpijskim w Monachium.

## Terminarz
Źródło: european-athletics.com.
| Data        | Godzina |              |
| ----------- | ------- | ------------ |
| 15 sierpnia | 18:15   | Kwalifikacje |
| 16 sierpnia | 20:55   | Finał        |

## Rekordy
Tabela prezentuje rekord świata, rekord Europy, rekord mistrzostw Europy oraz najlepsze wyniki na listach światowych i eruopejskich w sezonie 2022 przed rozpoczęciem mistrzostw. Źródło: european-athletics.com, worldathletics.org.
|                          | Zawodnik         | Wynik | Miejsce        | Data                  |
| ------------------------ | ---------------- | ----- | -------------- | --------------------- |
| Rekord świata            | Gabriele Reinsch | 76,80 | Neubrandenburg | 9 lipca 1988(dts)     |
| Rekord Europy            | Gabriele Reinsch | 76,80 | Neubrandenburg | 9 lipca 1988(dts)     |
| Rekord mistrzostw Europy | Diana Sachse     | 71,36 | Stuttgart      | 28 sierpnia 1986(dts) |
| Listy światowe           | Valarie Allman   | 71,46 | San Diego      | 8 kwietnia 2022(dts)  |
| Listy europejskie        | Sandra Perković  | 68,45 | Eugene         | 20 lipca 2022(dts)    |

## Rezultaty

### Kwalifikacje
Awans: 63,50 m (Q) lub 12 najlepszych rezultatów (q). Źródło: european-athletics.com.
| Poz. | Grupa | Zawodniczka            | Reprezentacja   | Próby | Próby | Próby | Wynik | Uwagi |
| Poz. | Grupa | Zawodniczka            | Reprezentacja   | 1     | 2     | 3     | Wynik | Uwagi |
| ---- | ----- | ---------------------- | --------------- | ----- | ----- | ----- | ----- | ----- |
| 1.   | A     | Sandra Perković        | Chorwacja       | 62,67 | x     | 65,94 | 65,94 | Q     |
| 2.   | B     | Liliana Cá             | Portugalia      | 58,60 | 62,78 | 65,21 | 65,21 | Q,    |
| 3.   | B     | Kristin Pudenz         | Niemcy          | 64,25 |       |       | 64,25 | Q     |
| 4.   | A     | Claudine Vita          | Niemcy          | 62,59 | 62,77 | 63,51 | 63,51 | Q     |
| 5.   | A     | Shanice Craft          | Niemcy          | 60,89 | 60,57 | 62,64 | 62,64 | q     |
| 6.   | B     | Marija Tolj            | Chorwacja       | 54,75 | 60,84 | 62,51 | 62,51 | q     |
| 7.   | A     | Jorinde van Klinken    | Holandia        | x     | x     | 62,18 | 62,18 | q     |
| 8.   | B     | Lisa Brix Pedersen     | Dania           | 57,46 | 52,46 | 59,40 | 59,40 | q     |
| 9.   | A     | Mélina Robert-Michon   | Francja         | 58,85 | 56,59 | 54,22 | 58,85 | q     |
| 10.  | B     | Chrisula Anagnostopulu | Grecja          | 58,13 | 53,81 | 55,57 | 58,13 | q     |
| 11.  | A     | Jade Lally             | Wielka Brytania | 56,55 | 57,19 | 57,68 | 57,68 | q     |
| 12.  | A     | Irina Rodrigues        | Portugalia      | 56,23 | 57,04 | x     | 57,04 | q     |
| 13.  | B     | Stefania Strumillo     | Włochy          | 56,90 | 55,43 | 54,95 | 56,90 |       |
| 14.  | B     | Ieva Zarankaitė        | Litwa           | 55,22 | 55,66 | 56,85 | 56,85 |       |
| 15.  | A     | Daria Zabawska         | Polska          | 54,60 | 56,54 | x     | 56,54 |       |
| 16.  | A     | Daisy Osakue           | Włochy          | 56,54 | x     | x     | 56,54 |       |
| 17.  | A     | Salla Sipponen         | Finlandia       | x     | 53,29 | 56,47 | 56,47 |       |
| 18.  | B     | Alida van Daalen       | Holandia        | x     | 56,05 | x     | 56,05 |       |
| 19.  | B     | Özlem Becerek          | Turcja          | 52,78 | 56,01 | x     | 56,01 |       |
| 20.  | A     | Dragana Tomašević      | Serbia          | 53,95 | 53,43 | 55,51 | 55,51 |       |
| 21.  | B     | Kirsty Law             | Wielka Brytania | 52,31 | 54,83 | x     | 54,83 |       |
| 22.  | B     | Amanda Ngandu-Ntumba   | Francja         | x     | 53,00 | 54,70 | 54,70 |       |
| 23.  | B     | Karolina Urban         | Polska          | 54,33 | 50,38 | 53,82 | 54,33 |       |
| 24.  | A     | Androniki Lada         | Cypr            | 52,80 | 48,91 | 49,82 | 52,80 |       |
| 25.  | A     | Vanessa Kamga          | Szwecja         | x     | 51,66 | 49,32 | 51,66 |       |

### Finał
Źródło: european-athletics.com
| Pozycja | Zawodniczka            | Państwo         | Runda | Runda | Runda | Runda | Runda | Runda | Wynik | Uwagi |
| Pozycja | Zawodniczka            | Państwo         | 1     | 2     | 3     | 4     | 5     | 6     | Wynik | Uwagi |
| ------- | ---------------------- | --------------- | ----- | ----- | ----- | ----- | ----- | ----- | ----- | ----- |
| 01 !    | Sandra Perković        | Chorwacja       | x     | 65,77 | x     | x     | 67,95 | x     | 67,95 |       |
| 02 !    | Kristin Pudenz         | Niemcy          | 62,44 | 65,05 | 66,93 | x     | 67,87 | 63,68 | 67,87 | PB    |
| 03 !    | Claudine Vita          | Niemcy          | 63,24 | 63,21 | 65,20 | 65,12 | 63,73 | 63,97 | 65,20 | SB    |
| 4.      | Jorinde van Klinken    | Holandia        | 64,03 | x     | 59,53 | x     | 64,43 | x     | 64,43 |       |
| 5.      | Liliana Cá             | Portugalia      | 63,67 | 61,70 | 63,38 | x     | x     | x     | 63,67 |       |
| 6.      | Marija Tolj            | Chorwacja       | 57,57 | x     | 55,73 | x     | 63,37 | 61,67 | 63,37 |       |
| 7.      | Shanice Craft          | Niemcy          | 62,55 | 62,11 | 62,64 | 61,97 | 62,78 | x     | 62,78 |       |
| 8.      | Mélina Robert-Michon   | Francja         | 56,99 | 57,89 | 60,60 | x     | x     | x     | 60,60 |       |
| 9.      | Jade Lally             | Wielka Brytania | 54,83 | 56,56 | 57,08 | NQ    | NQ    | NQ    | 57,08 |       |
| 10.     | Lisa Brix Pedersen     | Dania           | 55,72 | 56,05 | 57,02 | NQ    | NQ    | NQ    | 57,02 |       |
| 11.     | Irina Rodrigues        | Portugalia      | 54,85 | 54,07 | 56,23 | NQ    | NQ    | NQ    | 56,23 |       |
| 12.     | Chrisula Anagnostopulu | Grecja          | x     | 55,06 | 56,10 | NQ    | NQ    | NQ    | 56,10 |       |